# Impressora a laser

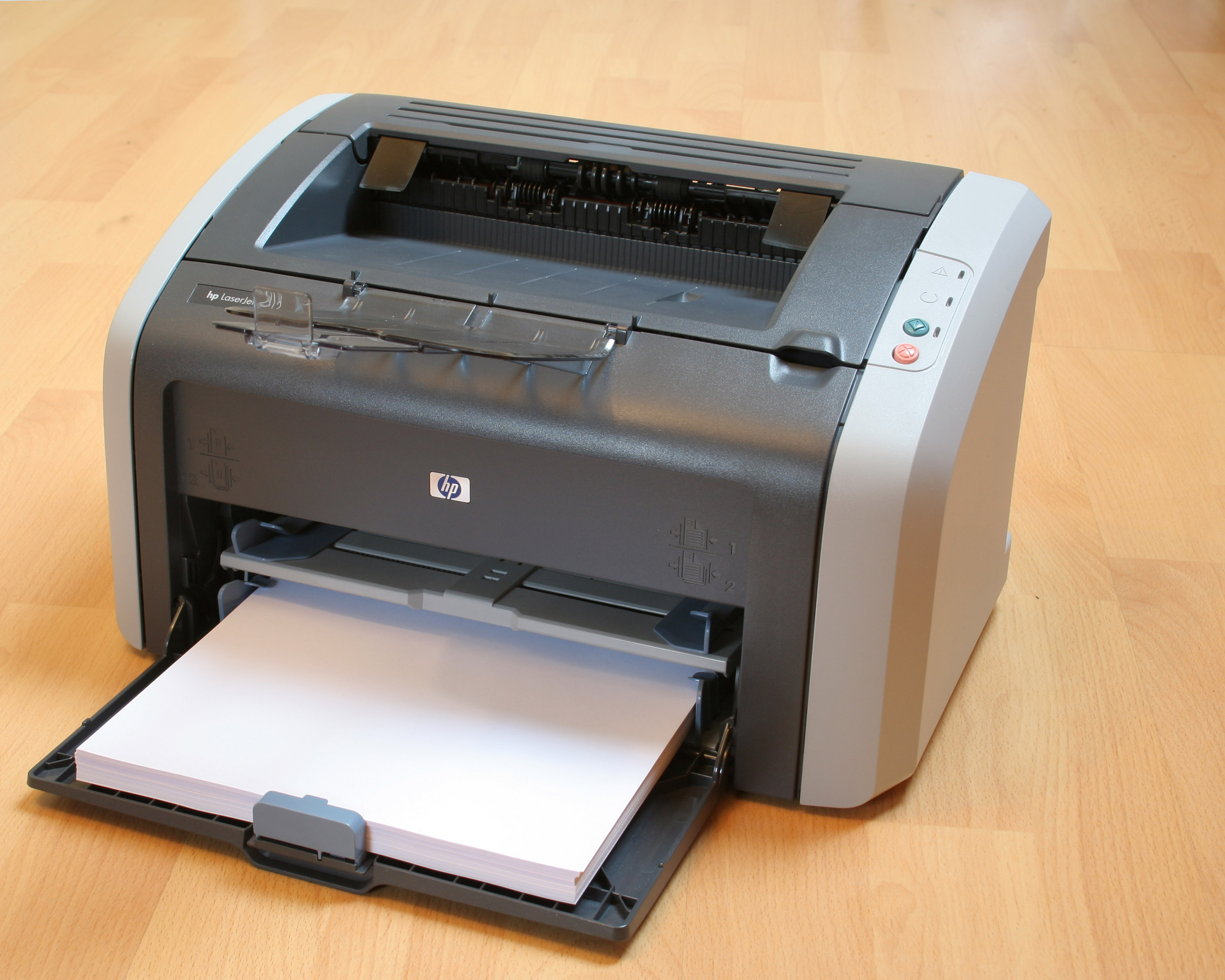
Impressora a laser da Hewlett-Packard.

Impressora a laser é um tipo de impressora que produz resultados de grande qualidade para quem quer desenho gráfico ou texto, utilizando a tecnologia do laser.
Esta impressora utiliza o raio laser modulado para a impressão e envia a informação para um tambor, através de raios laser.
O modo de funcionamento é muito semelhante ao das ondas sonoras. Existem impressoras a laser que imprimem colorido, além da cor preta tradicional.
O funcionamento das impressoras a laser baseia-se na criação de um tocador fotossensível, que por meio de um feixe de raio laser cria uma imagem eletrostática de uma página completa, que será impressa. Em seguida, é aplicada no tocador, citado acima, um pó ultrafino chamado de TONER, que adere apenas às zonas sensibilizadas. Quando o tambor passa sobre a folha de papel, o pó é transferido para sua superfície, formando as letras e imagens da página, que passa por um aquecedor chamado de FUSOR, o qual queima o Toner fixando-o na página.

## Partes
Em termos técnicos e para facilidade de identificação de problemas divide-se uma típica impressora a laser em seis blocos:
- Fonte de alimentação;
- Sistema de tração e transporte de papel;
- Unidade laser;
- Cartucho de toner; e
- Unidade fusora.
- Sistema de placas de gerenciamento da impressora
- Chip do toner

## Controvérsias
Cientistas fazem pesquisas para verificar se realmente há o risco da energia liberada durante a impressão ser cancerígena ao organismo animal. ONGs tentam parar a produção das impressoras do tipo até o fim das pesquisas.